# Pokémon Ranger: Sombras de Almia
Pokémon Ranger: Sombras de Almia (en inglés: Pokémon Ranger: Shadows of Almia), conocido en Japón como Pokémon Ranger: Vatonage (ポケモンレンジャー バトナージ Pokemon Renjā Batonāji?), es un videojuego de rol de acción desarrollado por HAL Laboratory y distribuido por Nintendo para Nintendo DS. El juego fue anunciado por la revista CoroCoro en febrero de 2008, llegando al mercado japonés el 20 de marzo de 2008. Más adelante también fue anunciado en el E3 de 2008 con el nombre de "Shadows of Almia", fijándose la fecha de salida en noviembre para Estados Unidos y Europa.
Pokémon Ranger: Shadows of Almia es la secuela directa del juego Pokémon Ranger y, al igual que este, se trata de un spin-off de los principales juegos de RPG de Pokémon. En esta ocasión se incluirán alrededor de 270 pokémon, entre los cuales también habrá pokémon de la cuarta generación pertenecientes a Pokémon Diamante y Perla. El nuevo juego también incluye como novedad la posibilidad de conectarse a la Conexión Wi-Fi de Nintendo.
Posteriormente, en 2010, llegó una nueva secuela titulada Pokémon Ranger: Trazos de Luz.

## Juego
El juego se desarrolla en la región de Almia, donde el jugador comienza su aventura como Ranger novato recién graduado en la Escuela Ranger. Al igual que en el juego anterior, el jugador puede elegir ser entre un chico o una chica. Sin embargo, y a diferencia del primer juego, la elección entre chico o chica no afecta en la selección del compañero pokémon que le acompañará durante toda la aventura. Este juego también cuenta con pokémon pertenecientes a la cuarta generación y con misiones especiales en las que poder encontrarse con Darkrai y Shaymin. Además, en esta ocasión también será posible el poder transferir los pokémon conseguidos a Pokémon Diamante y Perla.

## Capturador
El capturador (Stylus) sirve para capturar a los Pokémon, además, hay una diferencia entre está y la primera entrega, en Pokémon Ranger Shadows of Almia, no se tiene que dar un número determinado de vueltas, está vez hay que transmitir la amistad a los Pokémon, habrá un medidor debajo del Pokémon que nos indicará cuanta amistad hay, cuando el medidor se llene, se capturará, la cantidad de amistad que hay que transmitir depende de lo poderoso que sea el Pokémon, y en qué nivel esté el capturador.

## Compañeros Pokémon
A diferencia del primer juego de Pokémon Ranger, en el cual el compañero pokémon era Minun si el protagonista era chico o Plusle si era chica, en Shadows of Almia el jugador puede elegir su pokémon al comienzo del juego. Los jugadores comienzan con la posibilidad de poder elegir entre 3 pokémon diferentes: Pachirisu, Munchlax y Starly, mientras que los otros 14 compañeros pokémon (sin contar los dos primeros pokémon que se descartaron) se consiguen bien por búsquedas en distintas misiones o bien por diversos eventos dentro del juego, y una vez capturado, puede ser cambiado como compañero pokémon durante más tiempo. Hay un total de 17 compañeros pokémon entre los que poder elegir, siendo todos ellos de tipos pokémon diferentes (fuego, agua, eléctrico, lucha,...) y habiendo un único pokémon por cada tipo.
Los posibles compañeros pokémon son los siguientes:
- Pachirisu (Eléctrico )
- Munchlax (Normal )
- Starly (Volador )
- Turtwig (Planta )
- Chimchar (Fuego )
- Piplup (Agua )
- Misdreavus (Fantasma )
- Snover (Hielo )
- Mime Jr. (Psíquico )
- Gible (Dragón )
- Croagunk (Veneno )
- Kricketot (Bicho )
- Sneasel (Siniestro )
- Cranidos (Roca )
- Shieldon (Acero )
- Machop (Lucha )
- Hippopotas (Tierra )

## Lugares en Almia
Pokémon Ranger: Shadows of Almia se desarrolla en distintos puntos de la región de Almia (アルミア地方, Arumia-chihō), una región montañosa alejada de las disntintas regiones encontradas anteriormente.
Algunos lugares de la región son:
- Escuela Ranger: Una pequeña escuela en las proximidades de Ventópolis donde los jóvenes rangers de la región se gradúan para ser futuros rangers.
- Ventópolis: Un pueblo localizado en el centro de Almia. La Base Ranger y la Escuela Ranger se encuentran aquí.
- Pueblo Chicole: Una aldea localizada en el área meridional de Almia, al sur de Ventópolis.

- Bosque Vento: Un bosque situado entre Ventópolis y Portópolis. En este bosque pueden verse gran variedad de pokémon.
- Portópolis: Un pueblo de Almia conocido como "El corazón de Almia". En este pueblo se encuentra un puerto pesquero.
- Parque Altru: Un agradable parque situado en las proximidades de la Torre Altru y al norte de Portópolis.
- Torre Altru: Lugar donde se encuentra la base principal del Equipo Pocalux. El protagonista se enfrenta aquí con algunos Pokémon importantes (Gallade, Rhyperior, Magmortar y el legendario Darkrai).
- Unión Ranger: Sede oficial de la organización Ranger. Aquí se encuentran la presidenta de la Unión, operarios, científicos y algunos de los Top Rangers más experimentados.
- Hervía: Pueblo en el este de Almia, gobernado por un anciano patriarca. Está situado próximo a un volcán.
- Sierra Croma: Sierra montañosa donde Altru S.A. empezó sus andaduras hace 70 años con la extracción de petróleo de las ruinas de la zona.
- Ruinas Croma: Unas ruinas situadas en la Sierra Croma donde Altru S.A. empezó su andadura y frecuentadas por miembros del Equipo Pocalux en busca de piedras misteriosas de color oscuro.
- Estación Álgida: Un pequeño emplazamiento junto a un campo nevado en el noroeste de Almia. Se encuentra próxima al Lago Hielo y al Castillo de Almia.
- Castillo de Almia: Un castillo de hielo junto al Lago Hielo situado en una de las zonas más frías de Almia. En él habitan Pokémon de tipo hielo así como otros pokémon raros.
- Mar de Wailord: Un tranquilo lago en donde el Equipo Pocalux intenta hacerse con los pokémon de la zona, los Wailord entre otros.
- Pueblo Haruba: Un pequeño pueblo bastante pobre ubicado junto al Desierto de Haruba, donde se halla un templo con forma de Hippowdon.
- Templo Hippowdon: Un gran templo con forma de Hippowdon ubicado en el Desierto de Haruba y habitado por pokémon extraños y difíciles de capturar.
- Arena de Captura: Emplazamiento en una pequeña isla donde los Rangers más experimentados tienen la posibilidad de medir su valía en la captura atrapando a muchos de los pokémon más difíciles y escurridizos.

## Recepción

### Críticas
Pokémon Ranger: Shadows of Almia recibió por lo general reseñas mixtas a positivas.

### Ventas
Hasta el 9 de julio de 2008, el juego vendió 576.467 copias en Japón, de acuerdo a Famitsu.